# 巴基斯坦紀念碑
巴基斯坦紀念碑，是位於巴基斯坦伊斯蘭堡西部小山公園的國家紀念碑和遺產博物館。這座紀念碑的建造是為了象徵巴基斯坦人民的團結。紀念碑在伊斯蘭堡-拉瓦爾品第都市區内可以望见，是一個受歡迎的旅遊目的地。

## 結構與意義

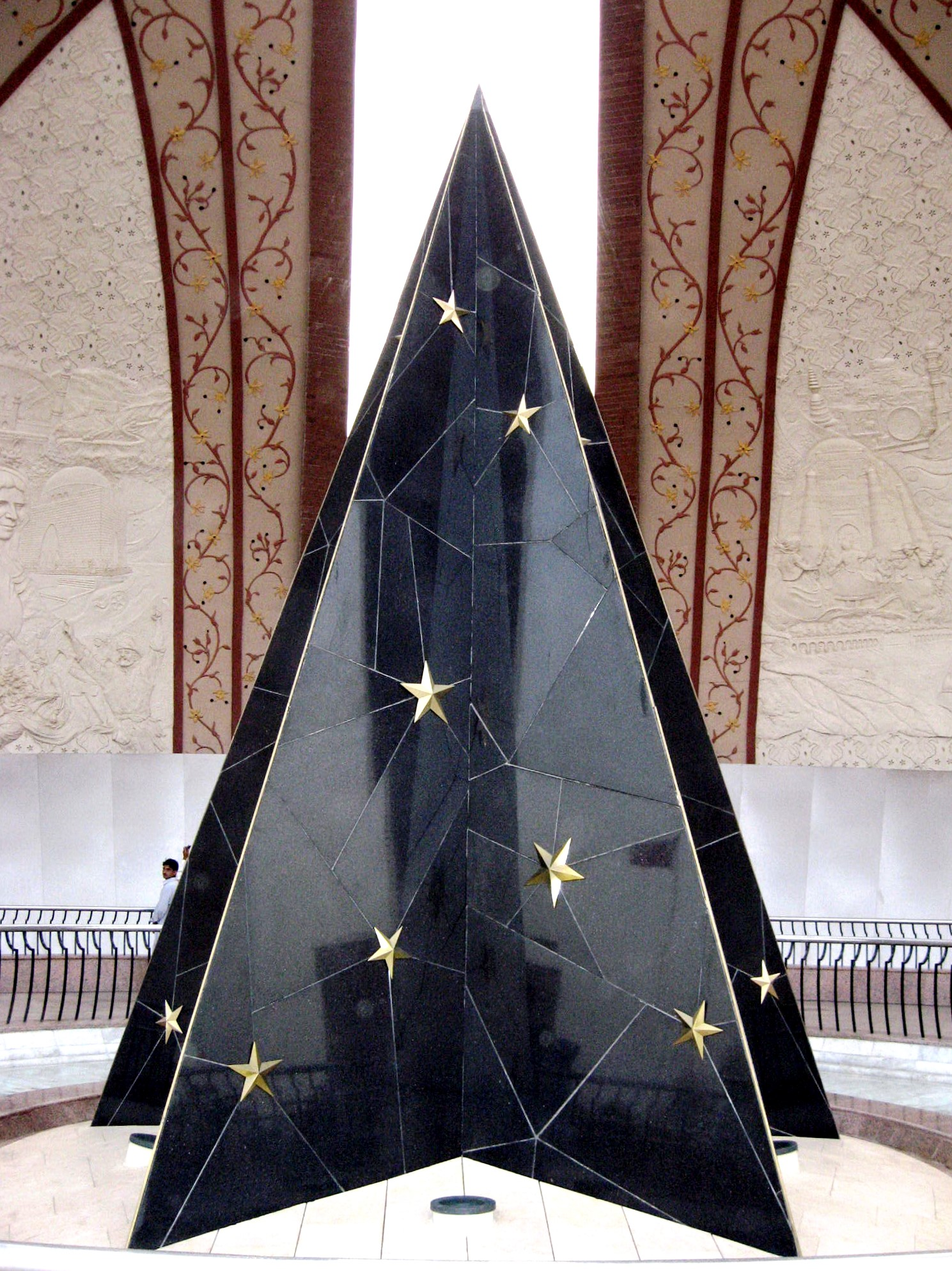
紀念碑的中央平台

紀念碑位於小山公園的西側，總佔地面積達2.8公頃。其形狀像盛開的花瓣一樣，而花瓣部分主要是以花崗岩構成，內壁刻有拉合爾堡、巴德夏希清真寺、開伯爾山口和巴基斯坦決議日紀念塔的輪廓。紀念碑通向一個大理石露台，在那裡可以俯瞰整個伊斯蘭堡。
紀念碑的四個主要花瓣代表俾路支省、開伯爾-普赫圖赫瓦省、旁遮普省和信德省四個省；而大花瓣間隙間有三個較小的花瓣，後者分別代表吉爾吉特-巴爾蒂斯坦、自由查謨和克什米爾以及聯邦直轄部落地區。
中央平台採用五角星形狀，平台被水環繞。圍繞著這顆星星的金屬新月上刻有穆罕默德·阿里·真納的諺語和穆罕默德·伊克巴勒的詩歌。
從空中看，這座紀念碑看起來像一顆星（中心）和一顆新月（由形成花瓣的牆壁組成），兩者分別代表了巴基斯坦國旗上的星星和月牙。

## 紀念碑與博物館
毗鄰紀念碑的是巴基斯坦紀念碑博物館，其中包括一個蠟像館，描繪了引发巴基斯坦運動的重要事件。此外，這些設施還包括一個參考圖書館、一個視聽檔案館、一個會議廳，以及一個62個座位的大禮堂，而那個大禮堂則被稱為「全景廳」。
該綜合性建築物平均每天大約會接待1500名遊客，2015年總訪客量達至57萬人次。
2004年5月25日，完成奠基石安放儀式。
2006年，整體建築皆已完工。
2007年3月23日，由當時總統的佩爾韋茲·穆沙拉夫舉行開幕儀式。其總成本超過5.8億巴基斯坦盧比。

## 設計甄選
2005年，穆塔茲·穆夫提的兒子Uxi Mufti首次設想了國家紀念碑的計劃。該想法後來被哈馬德·卡希夫所領導的文化部採納。同年，巴基斯坦建築師及城市規劃師協會組織了一場國家紀念碑設計競賽，其主題是將巴基斯坦人民的力量、團結和奉獻精神，一同糅合進一個能代表獨立與自由國度的標誌性建築。
在總共21份提交文件中，有3份入圍。而最終，阿里夫·馬蘇德的設計案當選。

## 畫廊

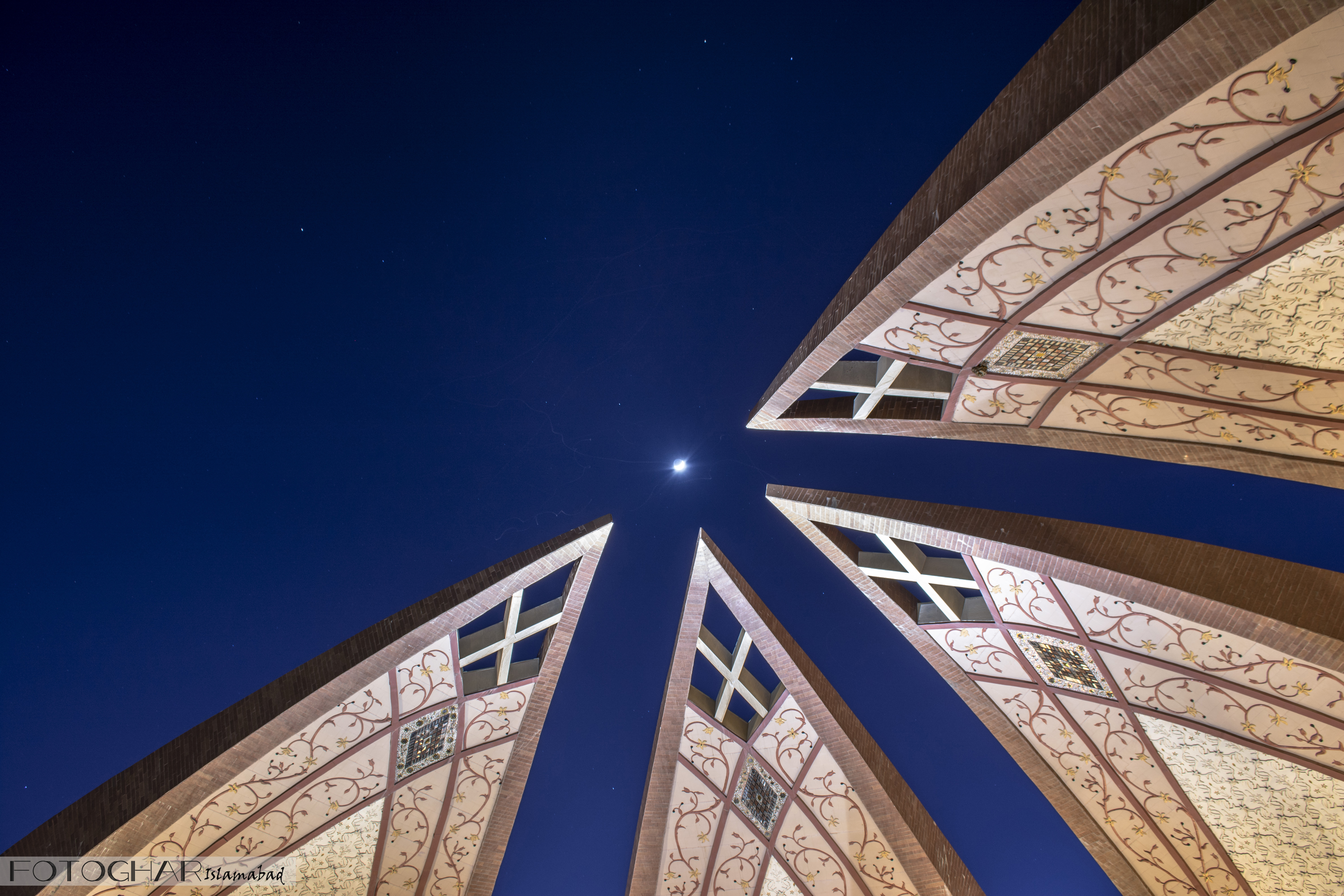
紀念碑的月亮
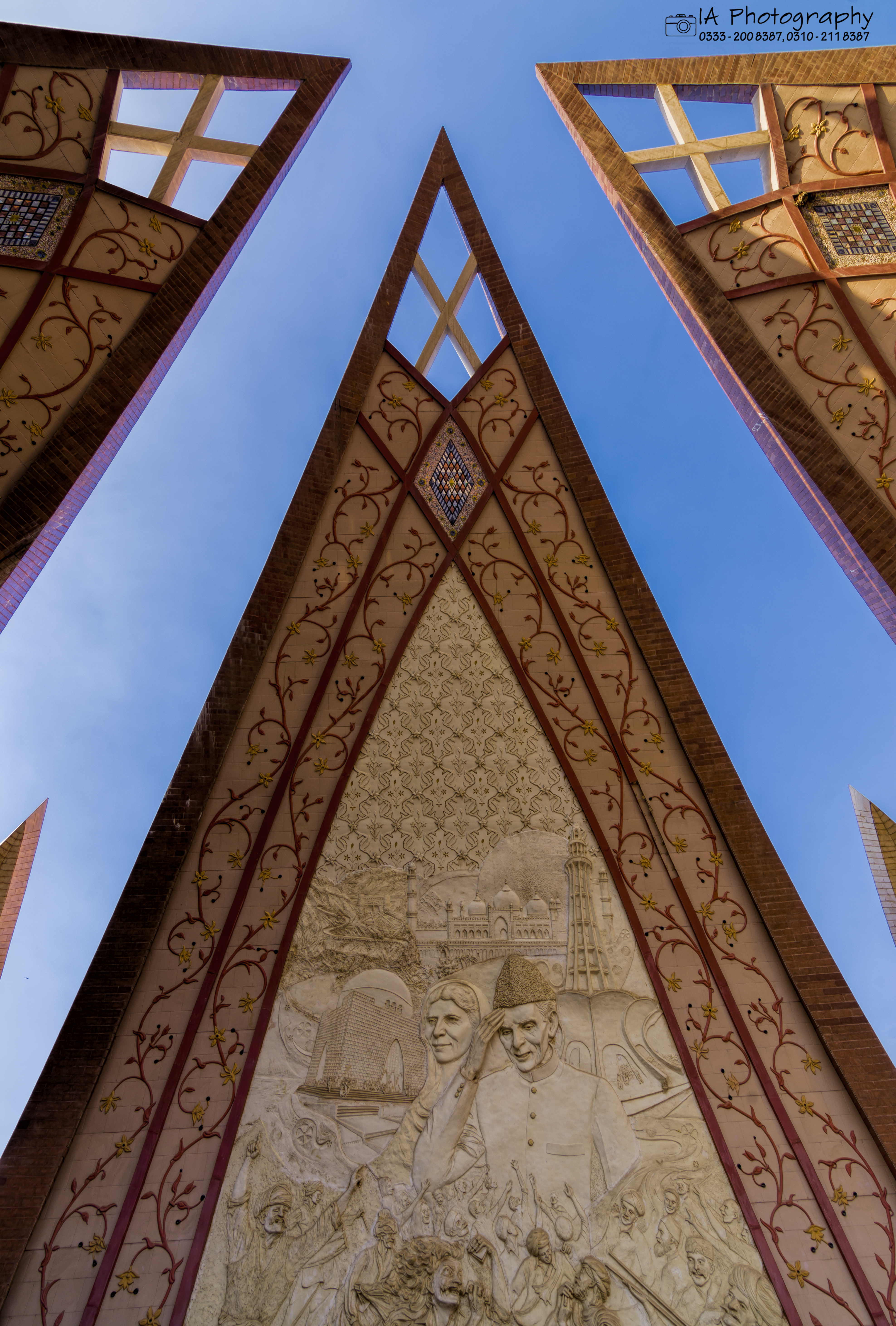
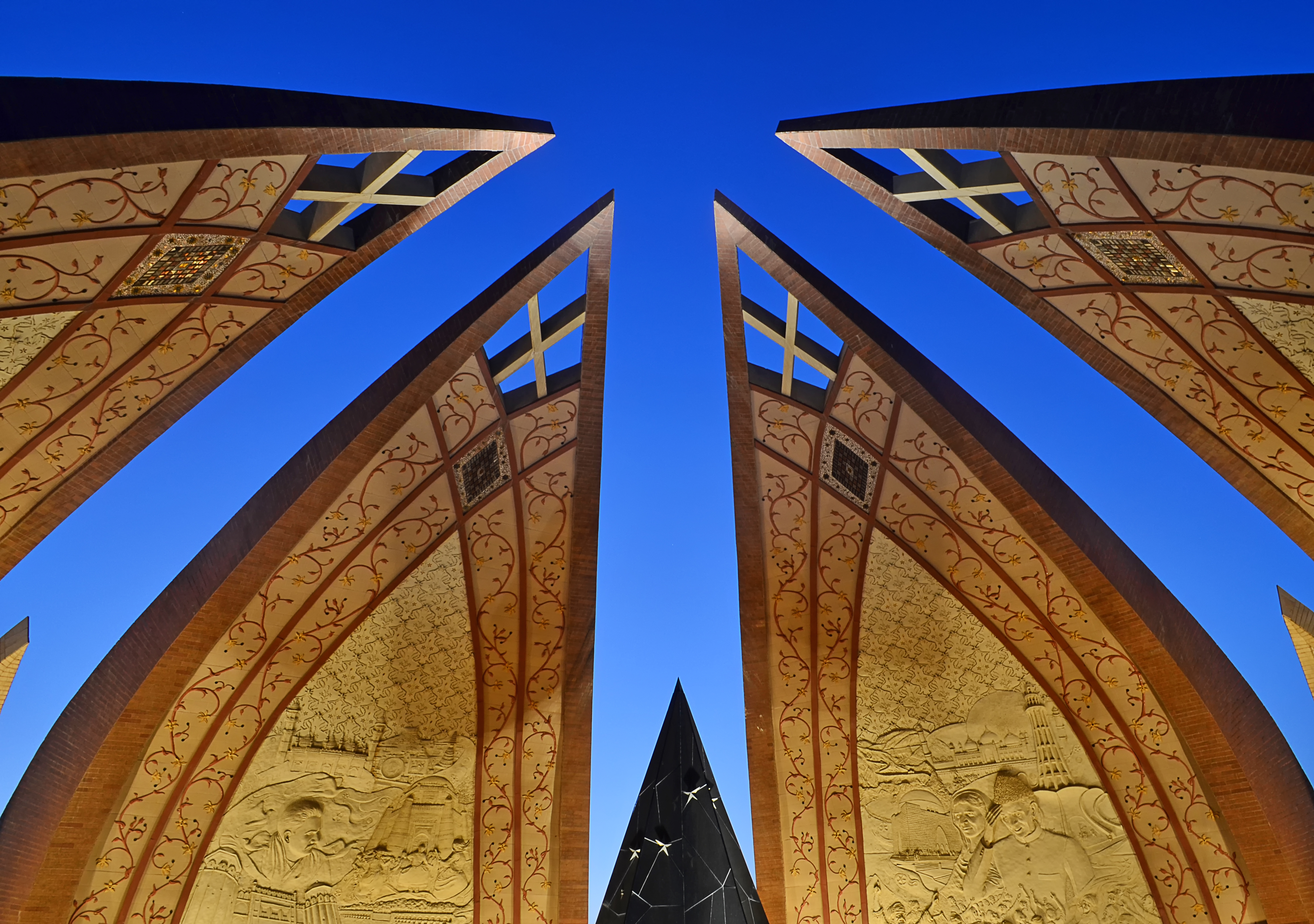
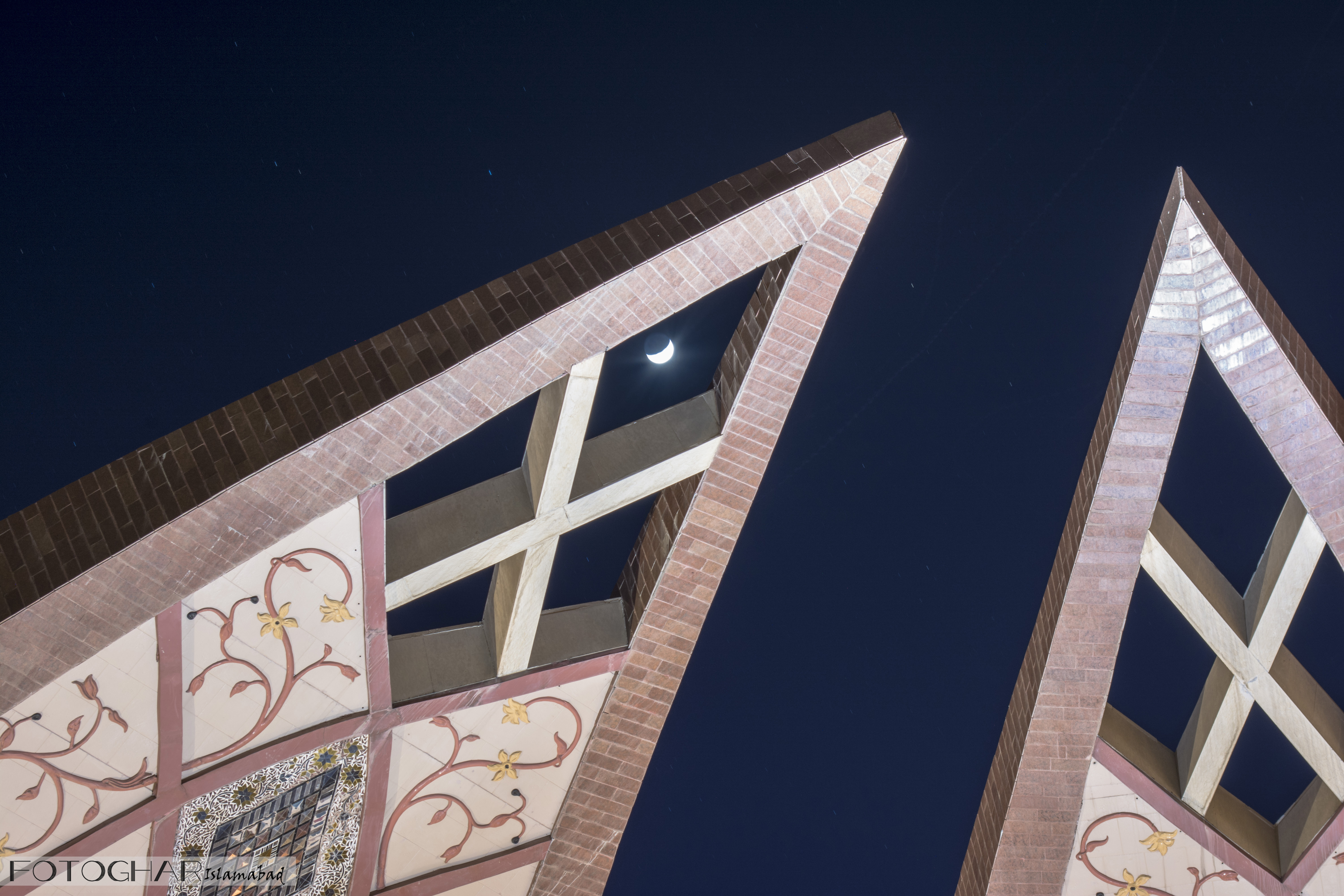
紀念碑的新月
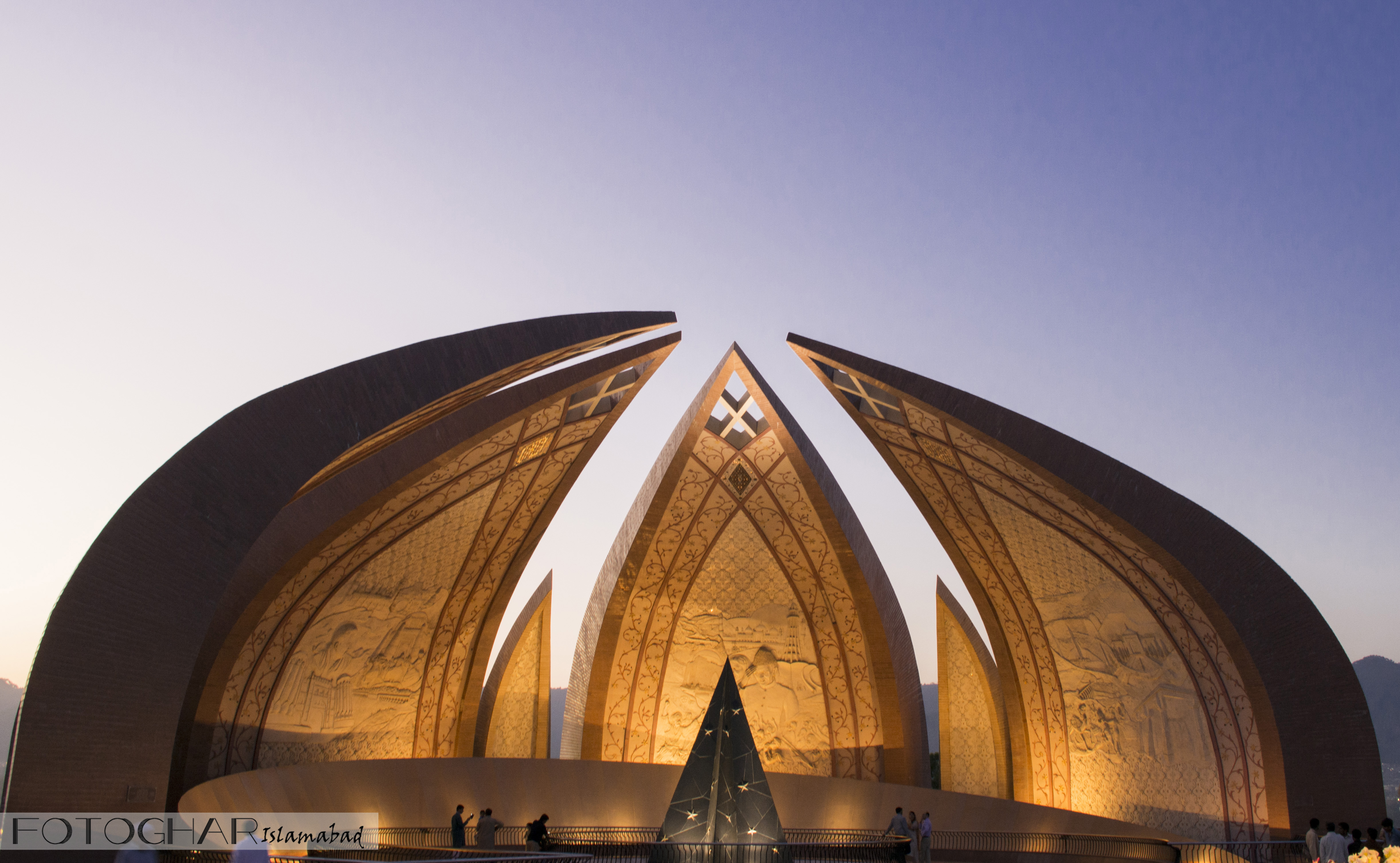
傍晚的紀念碑
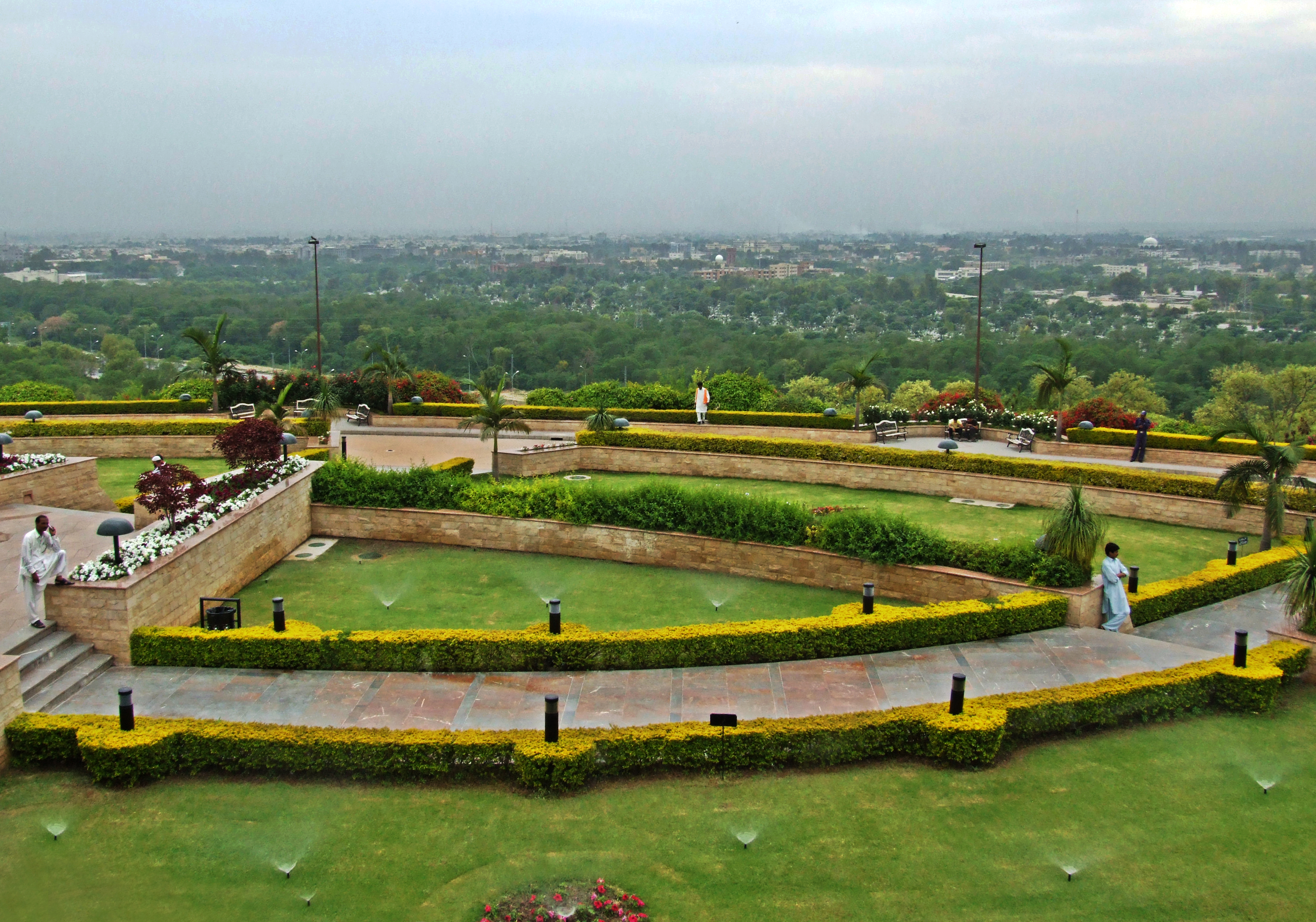
伊斯蘭堡的巴基斯坦紀念碑的庭院
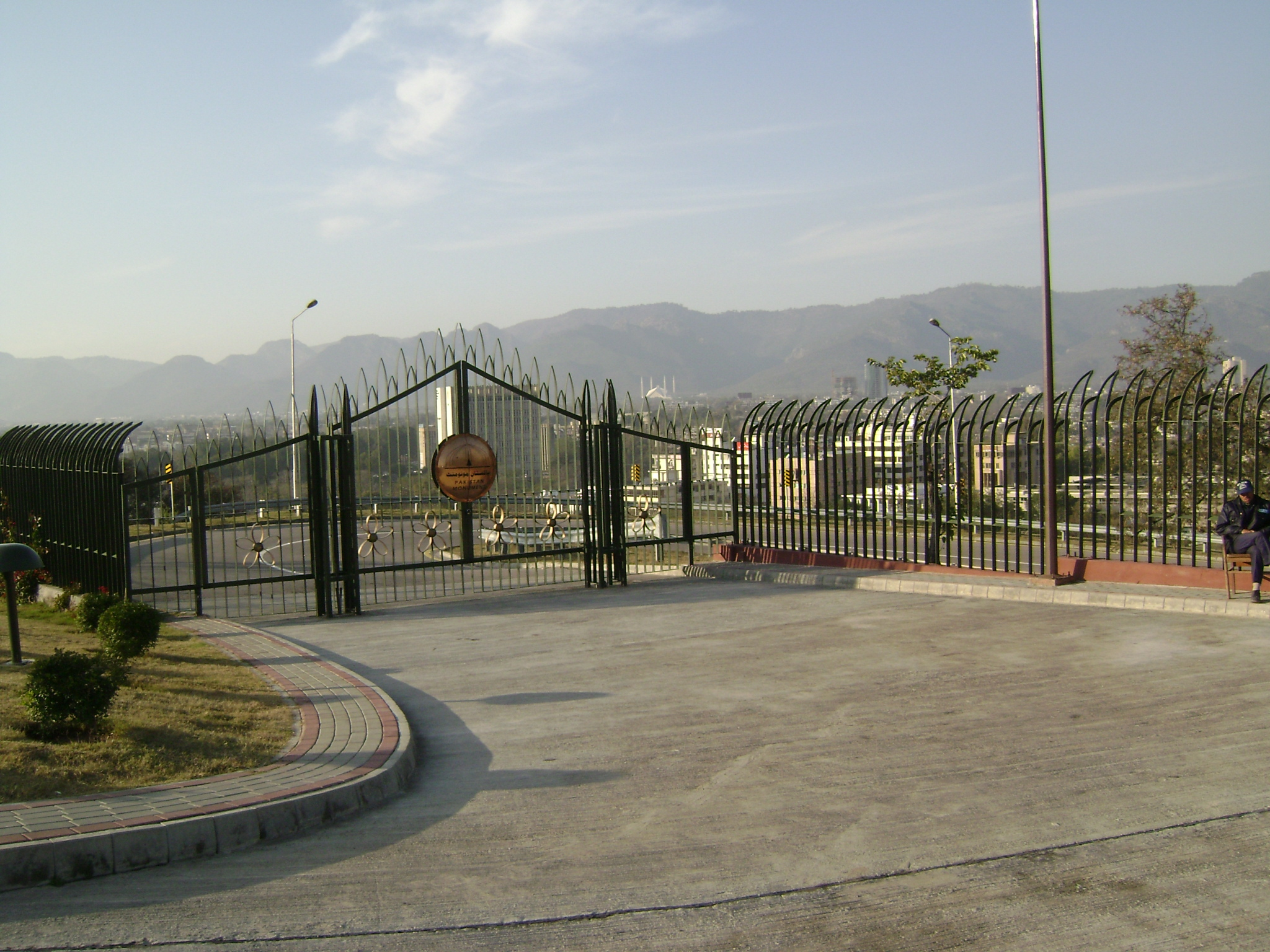
通往紀念碑的入口大門
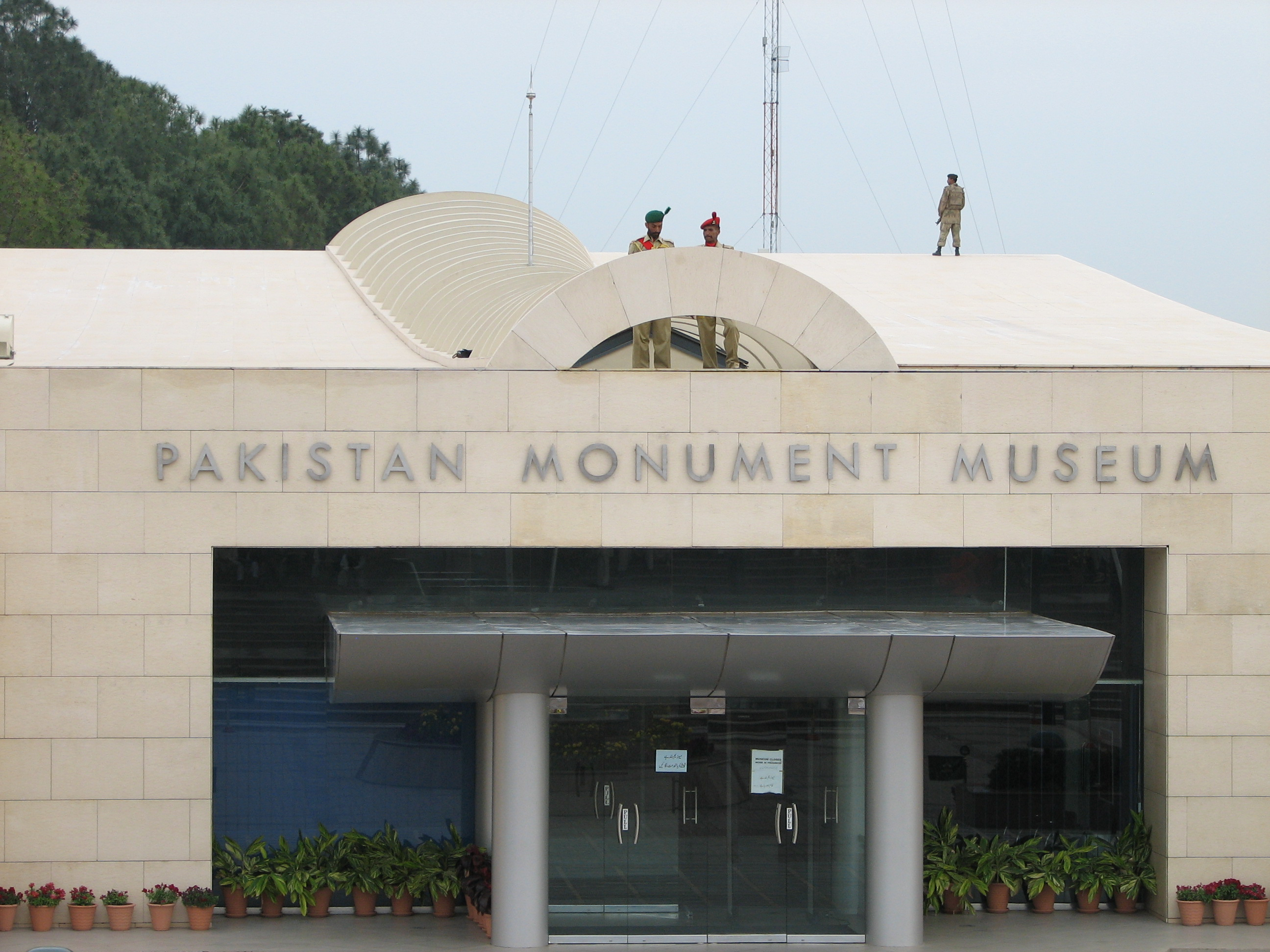
巴基斯坦紀念館
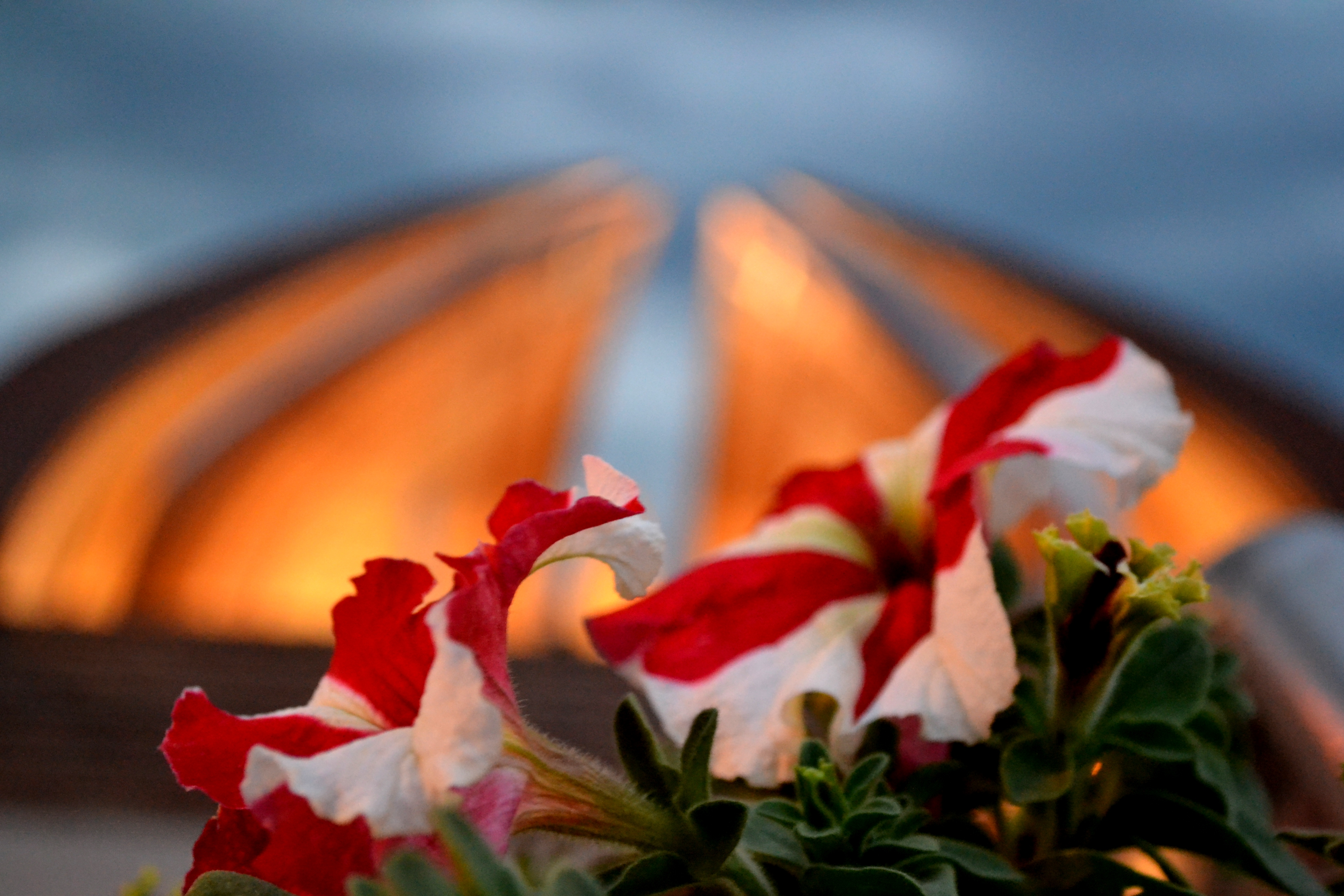
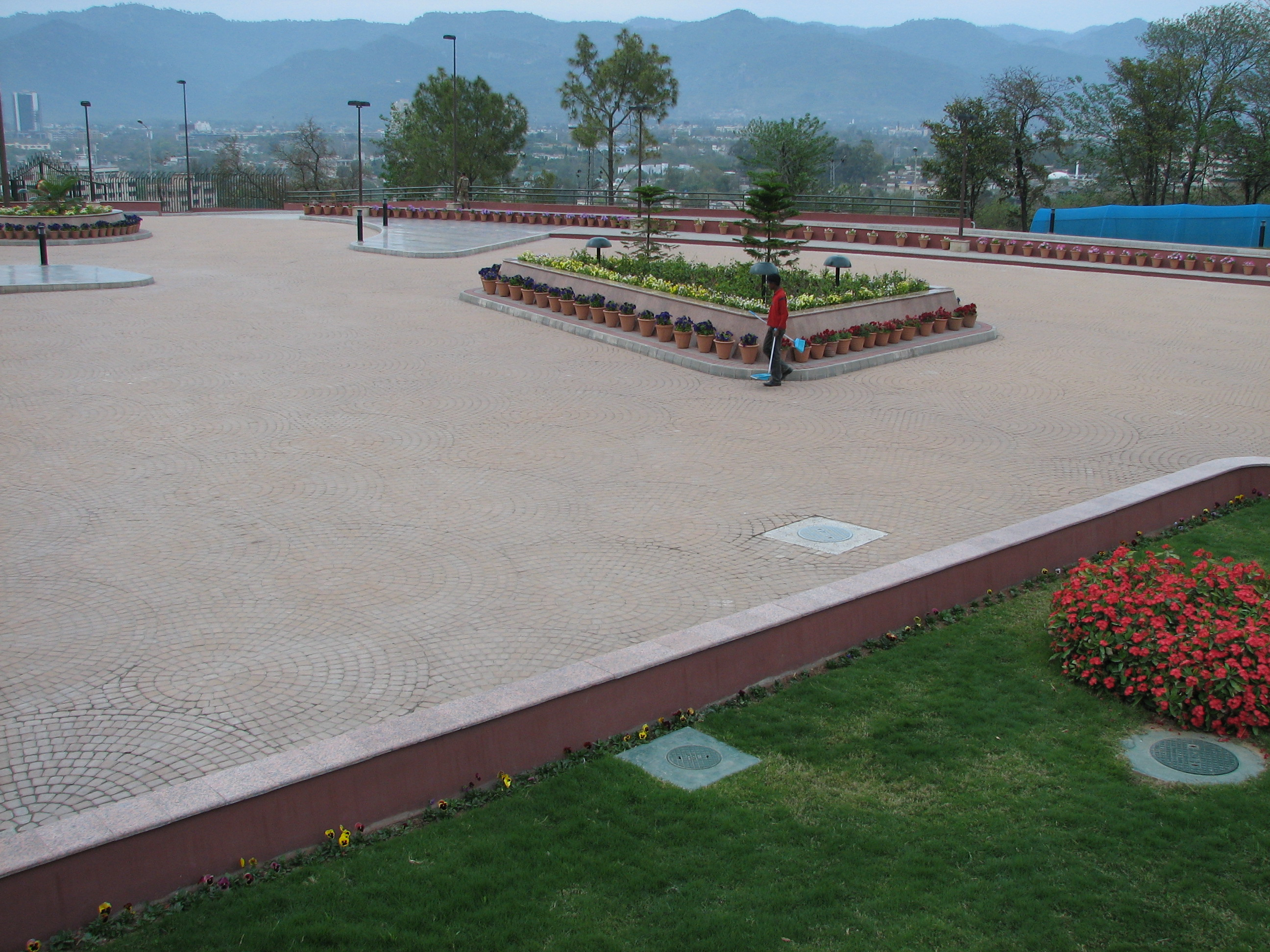
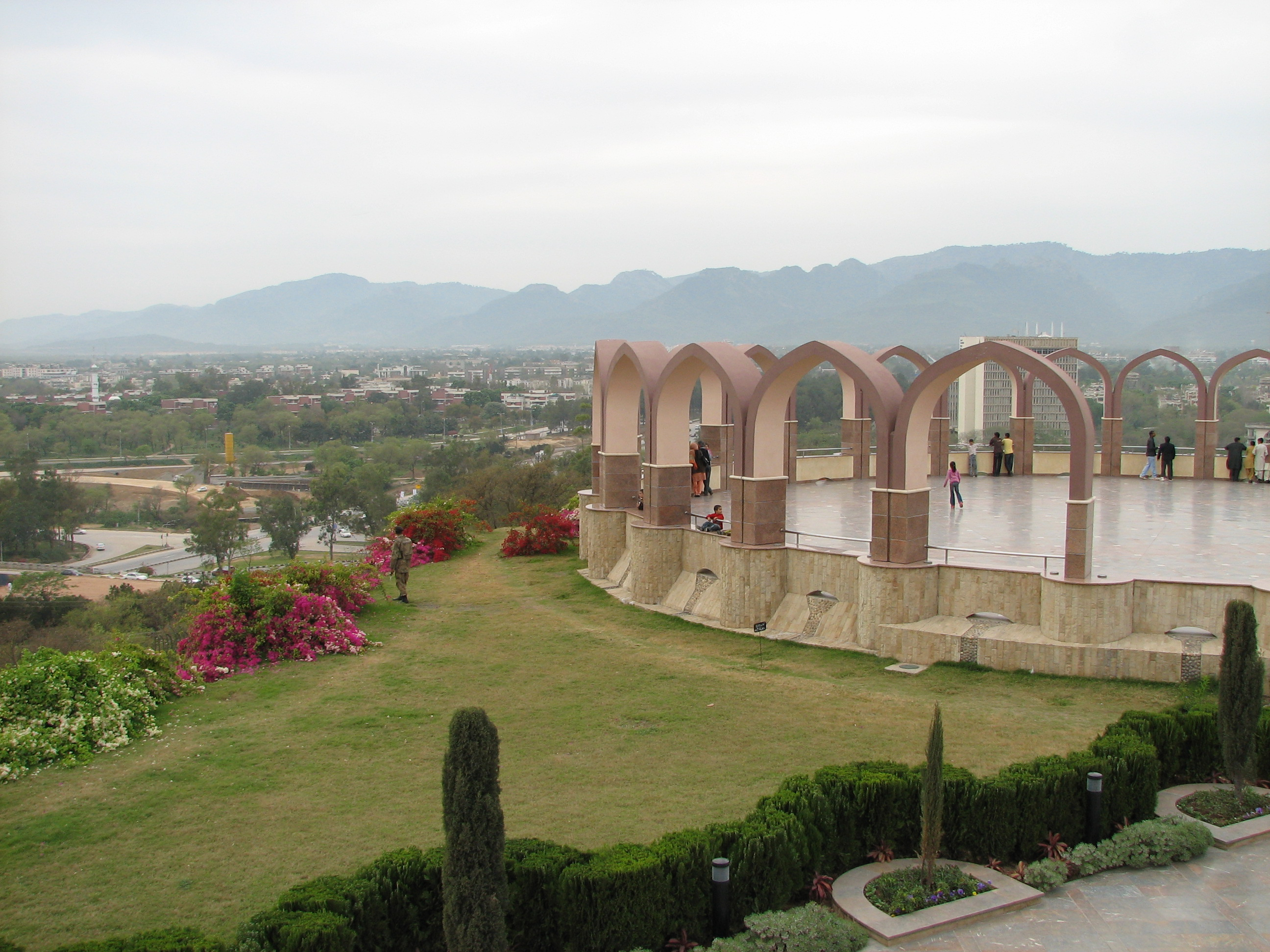
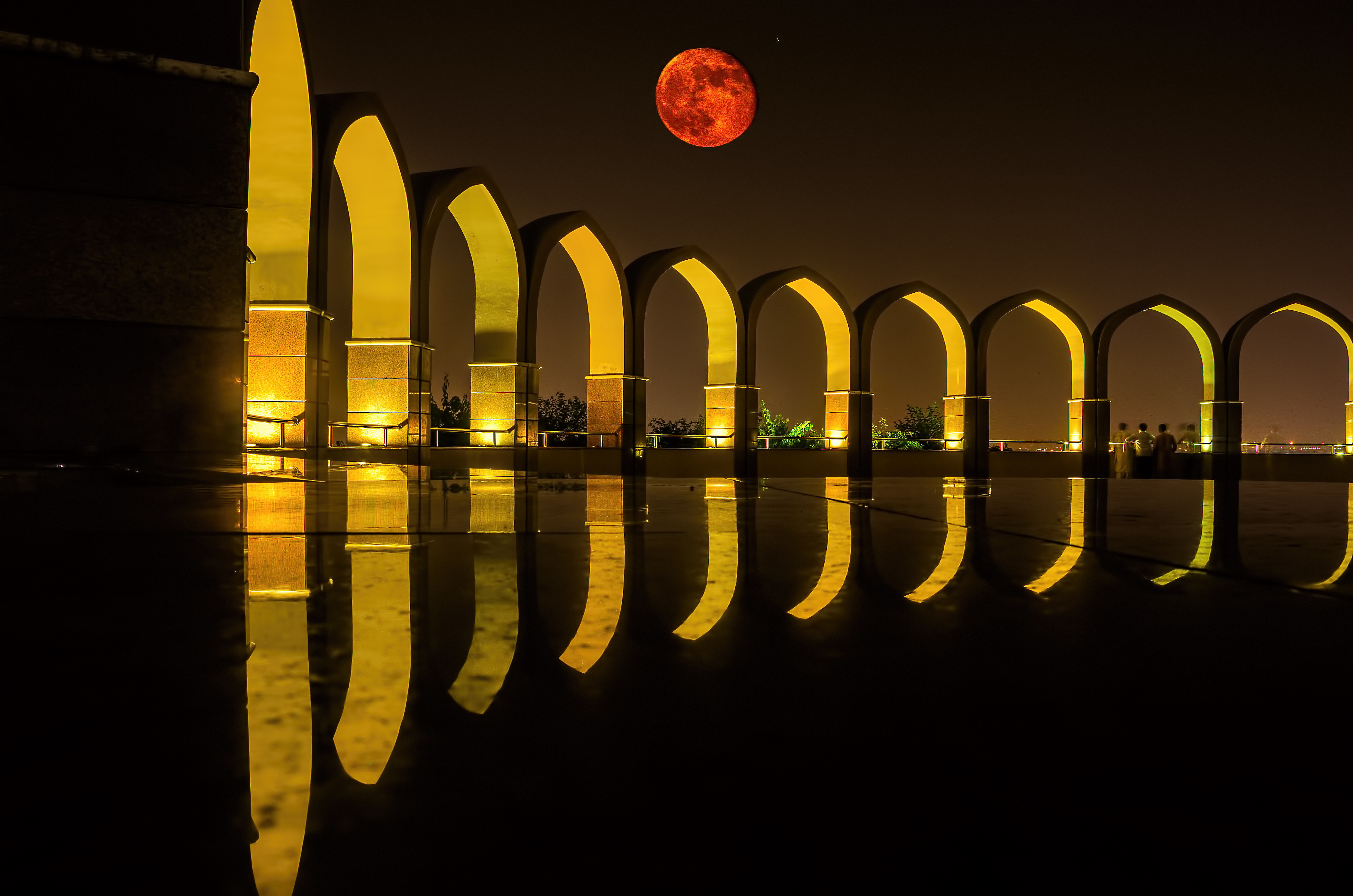
拱門的血月
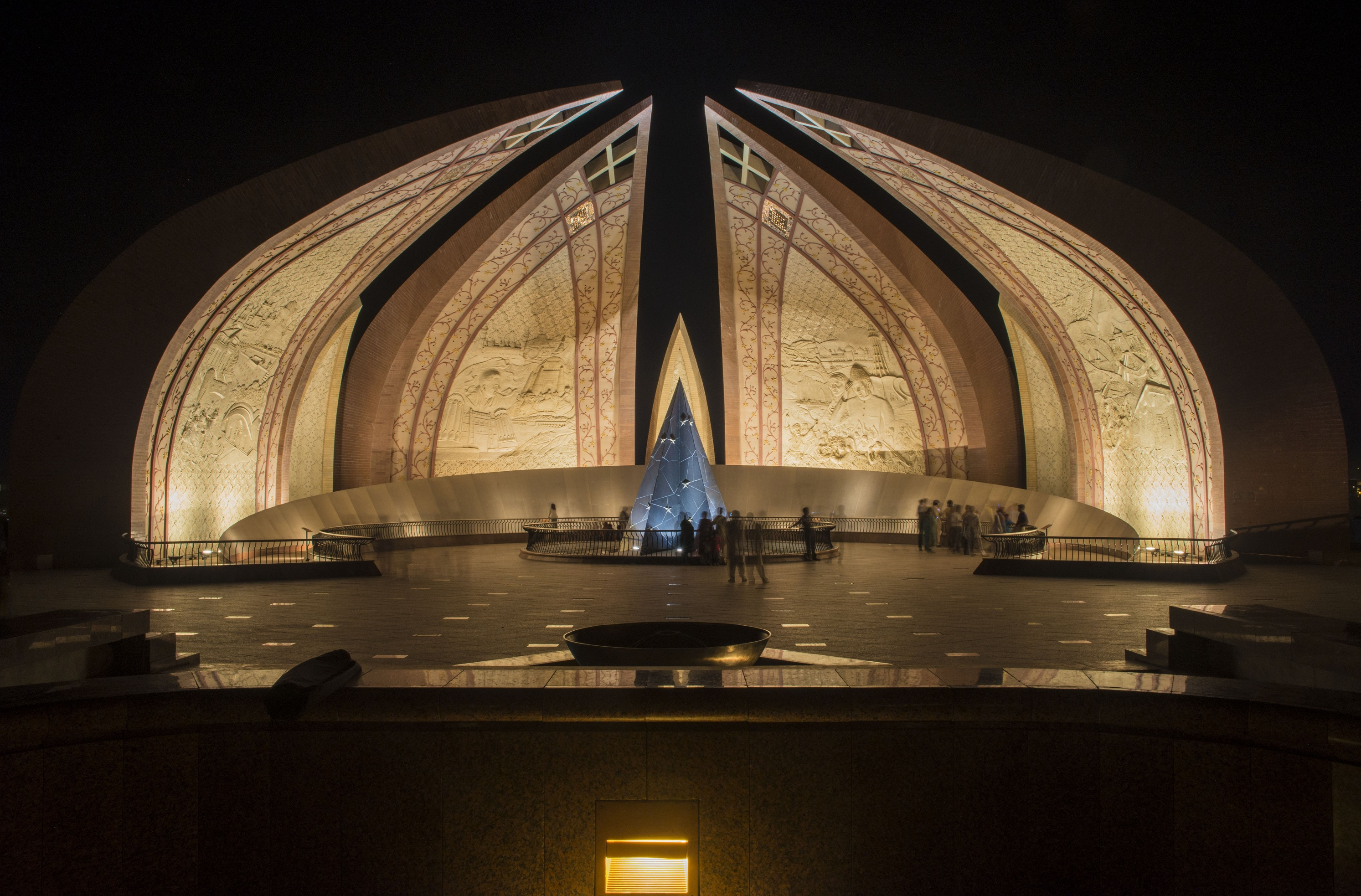
晚上的巴基斯坦紀念碑
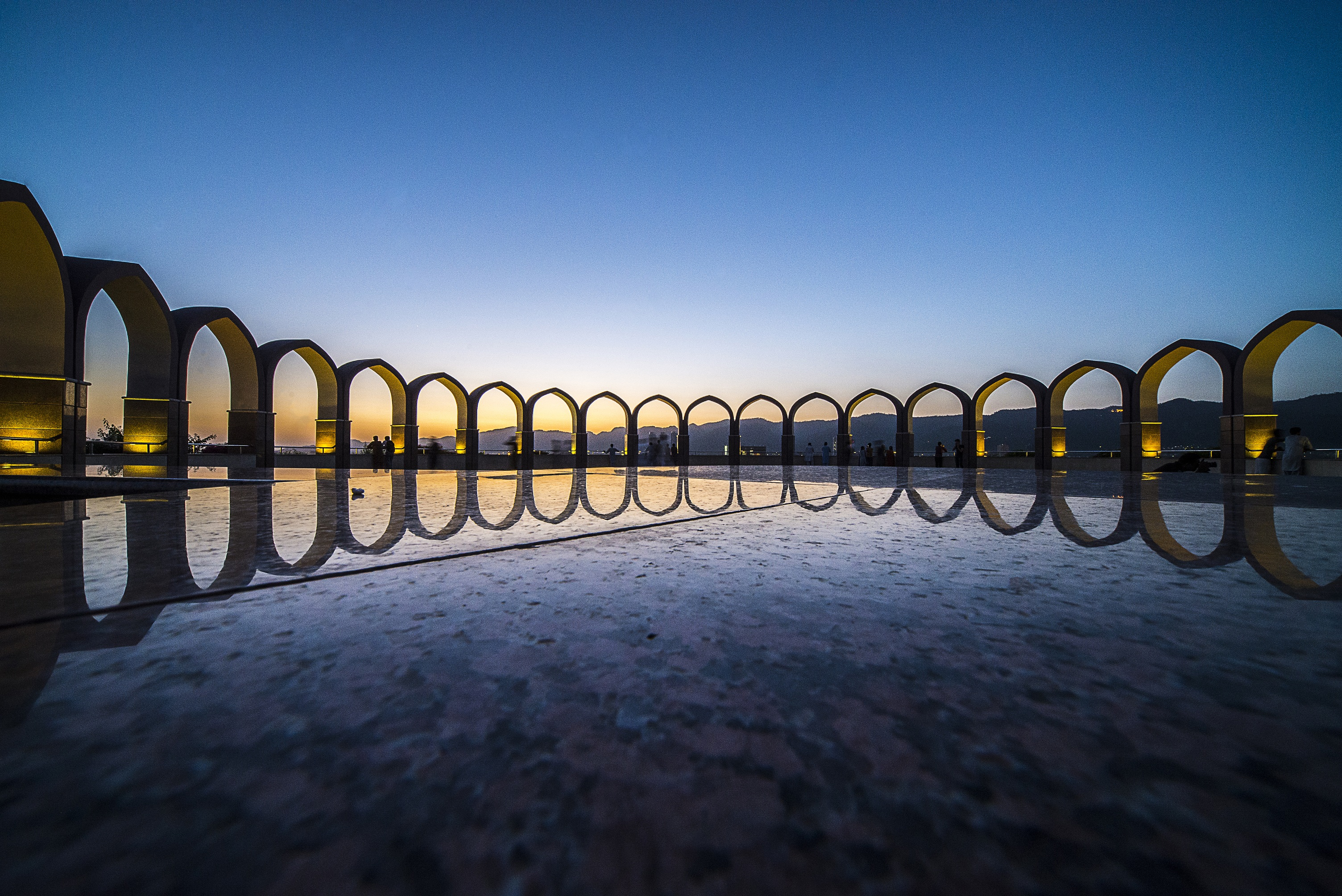
紀念碑的拱門
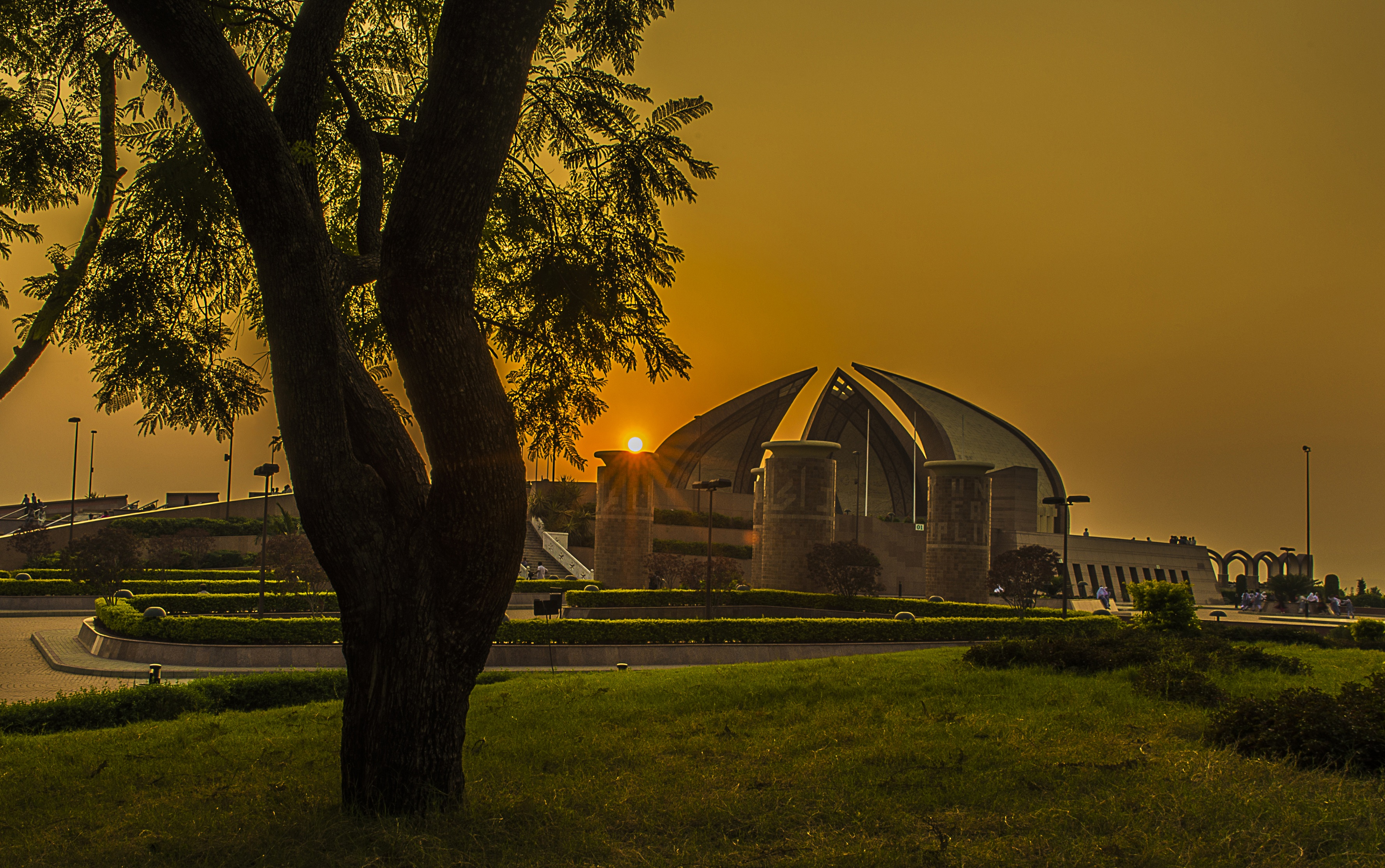
日落的紀念碑
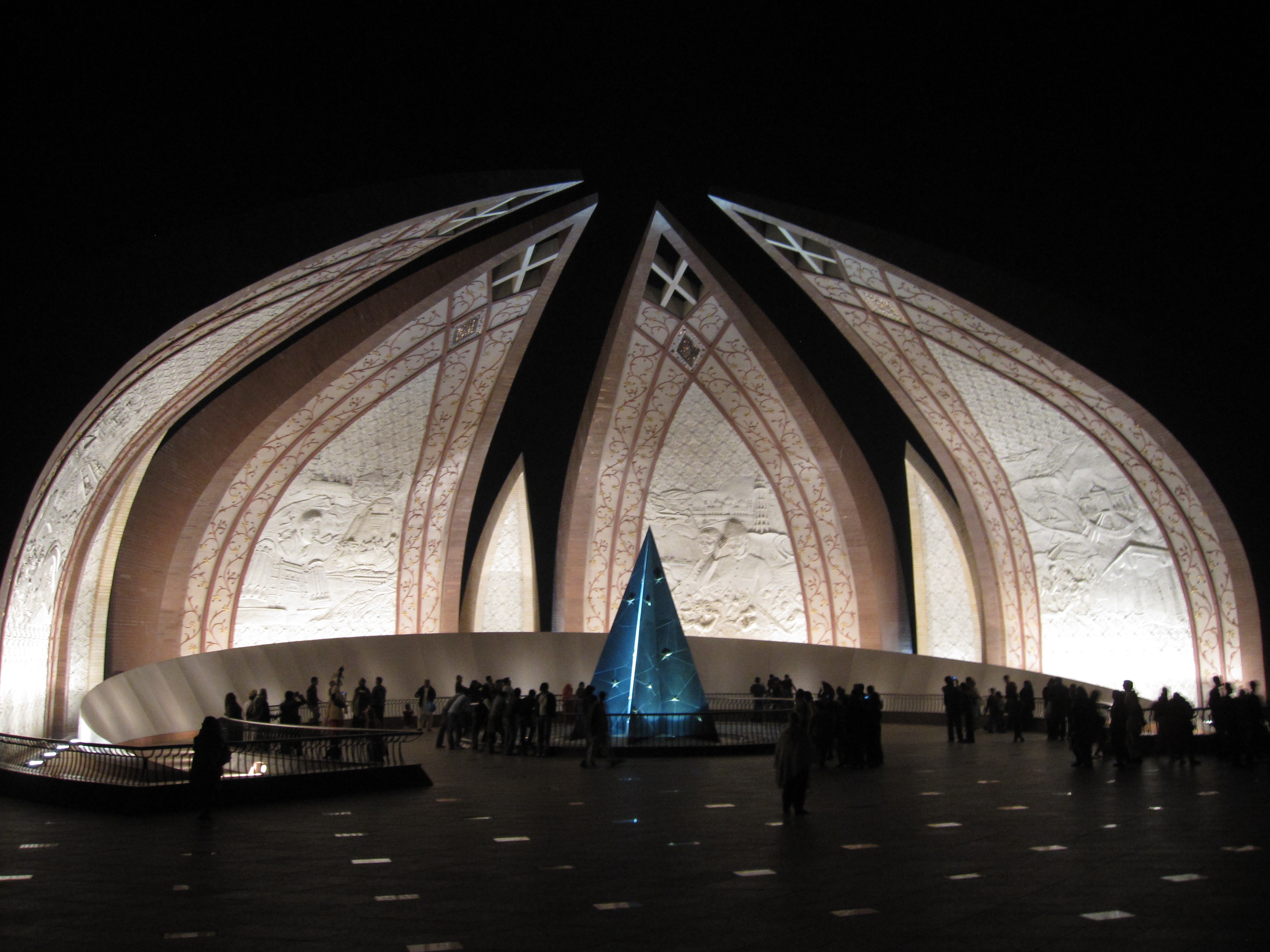
夜晚的紀念碑

## 其他條目
- 巴基斯坦決議日紀念塔
- 巴基斯坦歷史